# Гай Миниций Фундан
Гай Мини́ций Фунда́н (лат. Gaius Minicius Fundanus; умер после 123 года) — древнеримский военный и политический деятель из плебейского рода Минициев, консул-суффект 107 года.

## Биография
Гай происходил из знатного плебейского рода Минициев. В неустановленное время он служил военным трибуном в XII «Молниеносном» легионе, который дислоцировался в Каппадокии. После Миниций был зачислен в сенат, где прошёл весь путь cursus honorum: стал квестором, народным трибуном, претором, а позднее — и легатом XV «Аполлонова» легиона.
Благодаря одному упоминанию в сохранившемся военном дипломе, обнаруженном в Реции и датированном 107 годом, известно, что в это время Миниций являлся консул-суффектом; его коллегой по должности значится некто Гай Веттенний Север.
В 122—123 годах Фундан исполнял функции проконсула провинции Азия. В то время он получил ответ на письмо о христианах, посланное своим предшественником Квинтом Лицинием Сильваном Гранианом Квадронием Прокулом императору Адриану.

## Примечание
1. 1 2  Corpus Inscriptionum Latinarum 16, 55.